# Вајсенборн (Холцланд)
Вајсенборн (њем. Weißenborn) општина је у њемачкој савезној држави Тирингија. Једно је од 93 општинска средишта округа Зале-Холцланд. Према процјени из 2010. у општини је живјело 1.293 становника. Посједује регионалну шифру (AGS) 16074109.

## Географски и демографски подаци
Вајсенборн се налази у савезној држави Тирингија у округу Зале-Холцланд. Општина се налази на надморској висини од 342 метра. Површина општине износи 10,0 km². У самом мјесту је, према процјени из 2010. године, живјело 1.293 становника. Просјечна густина становништва износи 129 становника/km².